# 2390 Nežárka
2390 Nežárka là một tiểu hành tinh vành đai chính với chu kỳ quỹ đạo là 1548.7817197 ngày (4.24 năm).
Nó được phát hiện ngày 14 tháng 8 năm 1980.